# 草珊瑚
草珊瑚（学名：Sarcandra glabra）为金粟兰科草珊瑚属的植物。生长在山坡、沟谷林下荫湿处。
叶可提取芳香油，全草入药有消炎解毒、活血消肿，抗菌消炎之效。

## 形态
半灌木，节膨大。卵状叶子对生，近革质，边缘具齿，齿尖有一腺体，叶柄基部合生成鞘状，托叶小；夏季开黄绿色花，穗状花序；红色球形核果。

## 分布
分布于越南、斯里兰卡、台湾、柬埔寨、马来西亚、印度、日本、朝鲜、菲律宾以及中国大陆的江西、安徽、福建、贵州、广西、湖南、四川、云南、广东、浙江等地，生长于海拔420米至1,500米的地区，常生长在山坡及沟谷林下荫湿处，目前尚未由人工引种栽培。

## 别名
接骨莲、肿节风、九节风（江西）、九节茶（浙江）、满山香、九节兰（湖南）、节骨茶（广西）、竹节草、九节草、接骨莲、竹节茶等。

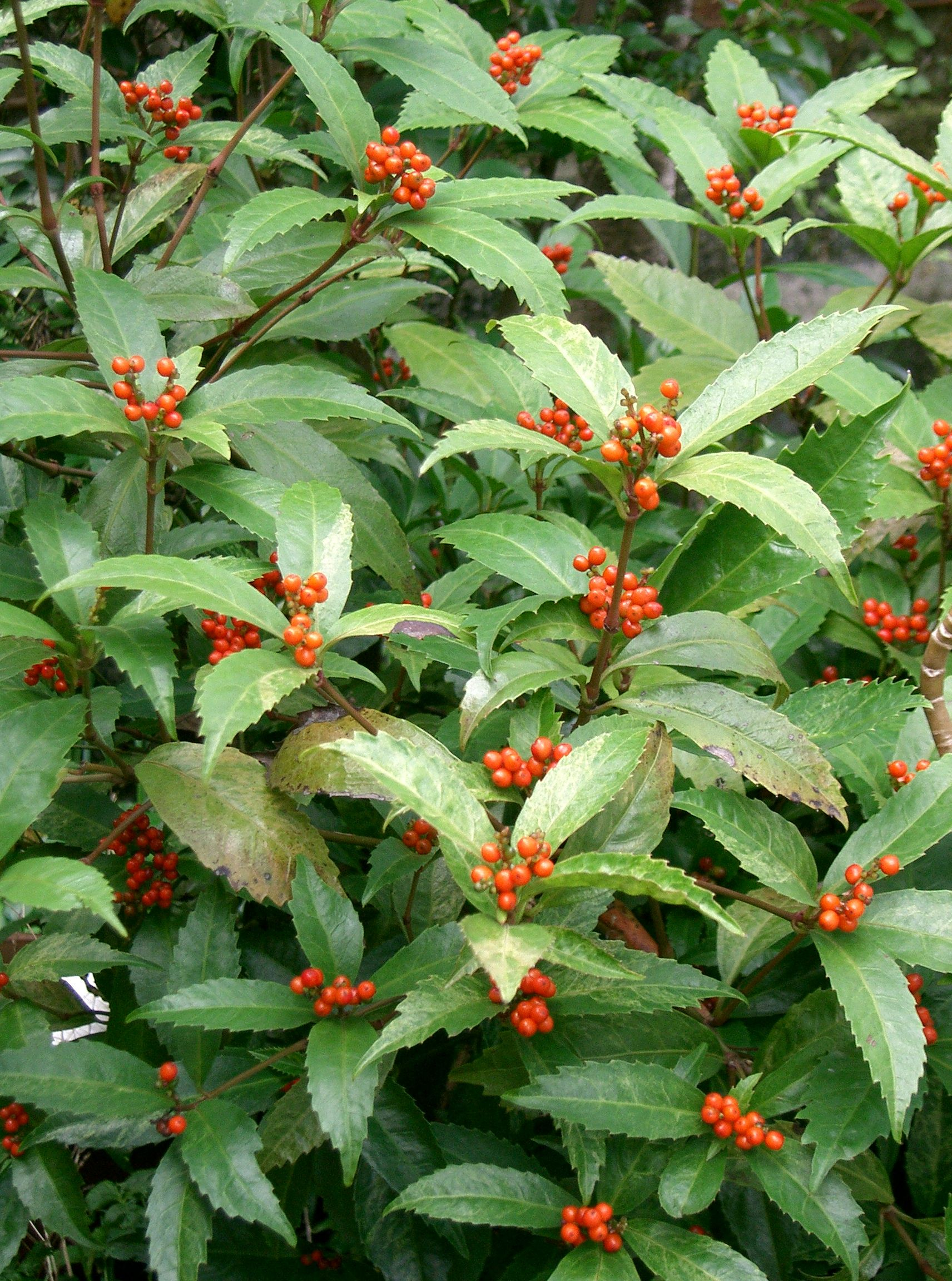
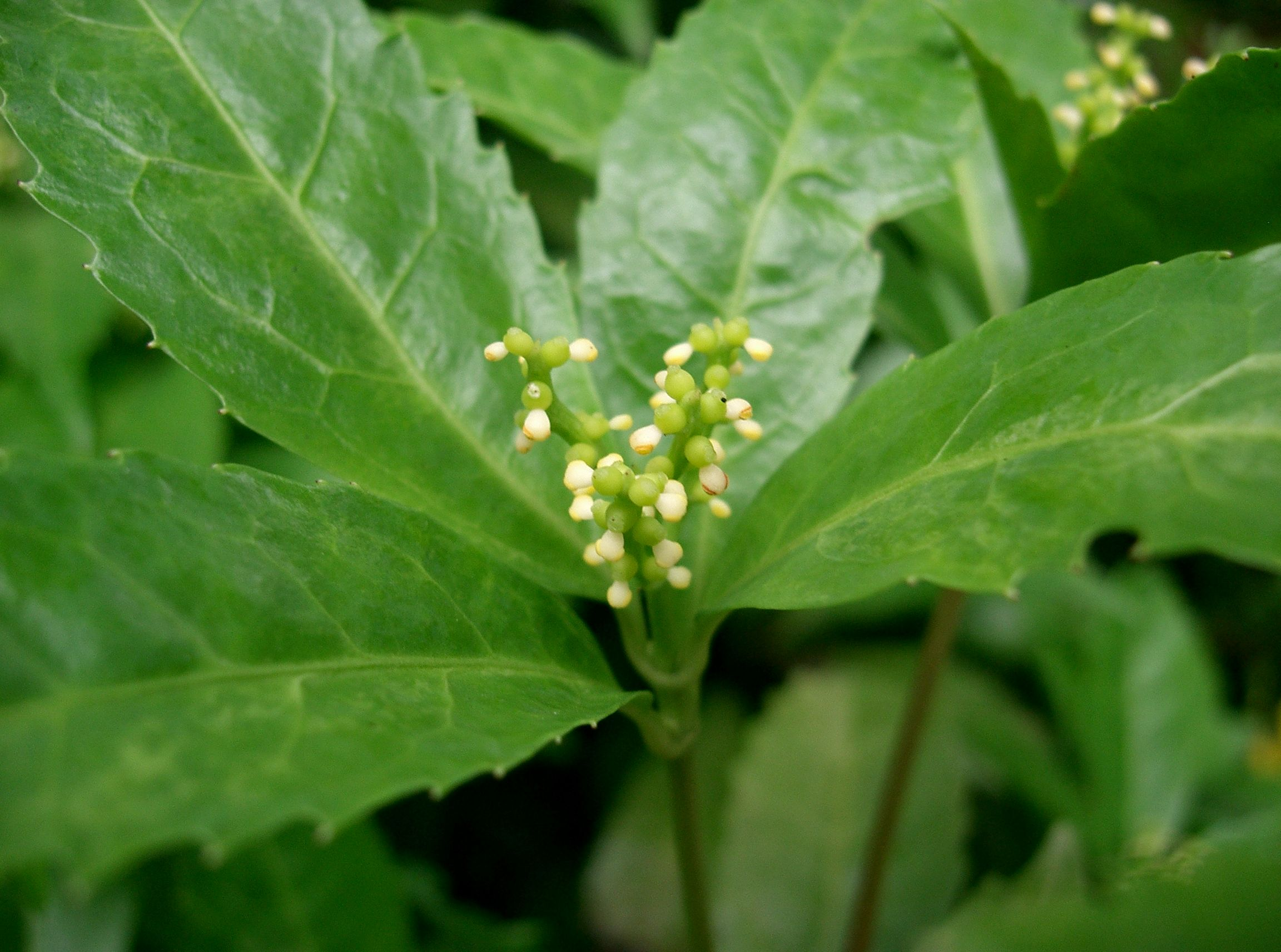